# Adalberto de Bremen
Catedral de Bremen (Museu): Arcebispo Adalberto (1043–1072), escultura em bronze de Heinrich G. Bücker, 1987
Adalberto de Bremen (em alemão: Adalbert von Bremen, também Alberto, Adalberto I; provavelmente em Goseck, c. 1000 — Goslar, 16 de março de 1072) foi um arcebispo de Hamburgo-Bremen de 1043 a 1072 e uma das principais figuras do Império na época de Henrique IV.

## Origem e nomeação
Adalberto veio da família saxônica dos Condes de Goseck an der Saale, da qual surgiu mais tarde a dinastia Wettin. Foi educado na escola da catedral de Halberstadt, onde também se tornou cônego e reitor da catedral em 1032. Seus irmãos eram os condes palatinos Dedo e Frederico II de Goseck. Adalberto era considerado um político experiente e ambicioso, embora tivesse uma tendência à vaidade e um temperamento explosivo. Adalberto foi investido como sucessor do arcebispo Becelin, conhecido como Adalbrando, e recebeu o pálio arquiepiscopal do papa Bento IX.

## Política da igreja

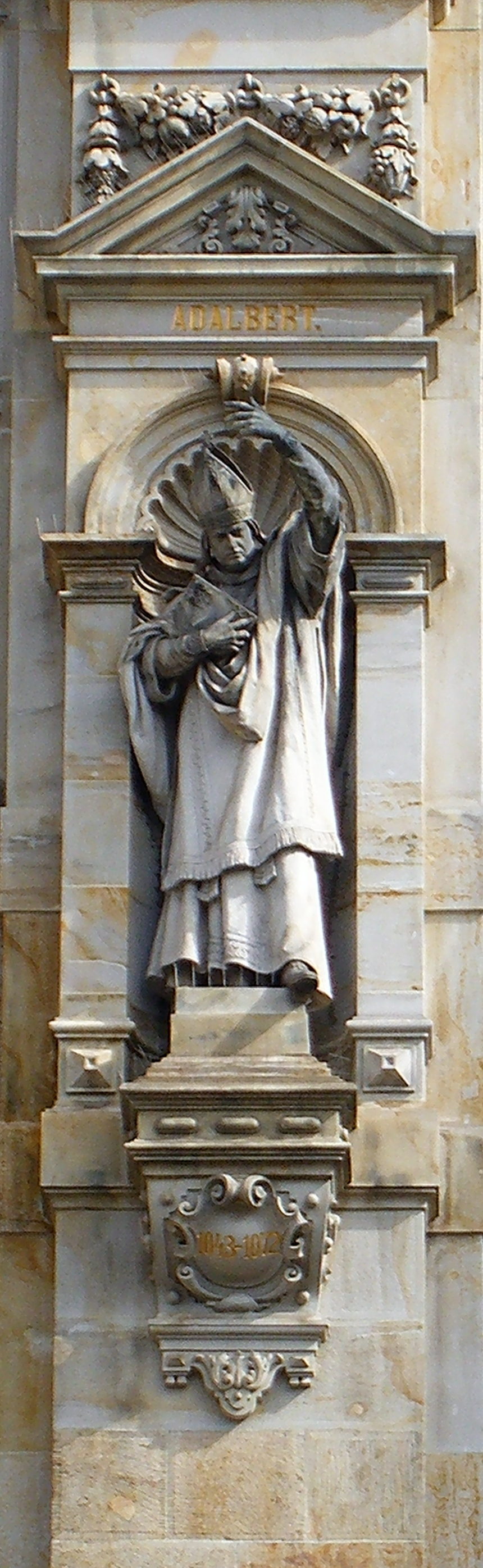
Estátua de Adalberto de Bremen na fachada da prefeitura de Hamburgo

Adalberto tentou estabelecer um patriarcado em Hamburgo. Além disso, reivindicou jurisdição exclusiva em sua diocese e, assim, fez inimigos ferrenhos de muitos senhores feudais saxões, especialmente os Billungs.
Pouco antes do Clemente II ser entronizado como papa, Adão de Bremen relata que Adalberto foi brevemente considerado candidato do imperador para o pontificado romano. Somente Adão também relatou que Adalberto havia renunciado ao papado em 1046 em favor de uma tentativa de fundar um patriarcado do norte. Os ambiciosos planos do patriarcado fracassaram devido à resistência do partido reformista na Cúria romana, que não queria que surgissem novas instâncias intermediárias.
Em 1053, o Papa Leão IX nomeou Adalberto como legado papal e estendeu formalmente o arcebispado até o Oceano Ártico. O desejo do rei dinamarquês Sueno II de ter uma província eclesiástica separada para seu reino foi inicialmente rejeitado. Adalberto recebeu e aproveitou a oportunidade para expandir sua arquidiocese na região missionária da Escandinávia com vários novos bispados sufragâneos. Em 1056, ele consagrou o islandês Isleifo de Skálholt como bispo da Islândia e da Groenlândia.

## Política imperial
Como conselheiro acompanhante do imperador, ele influenciou cada vez mais as políticas do imperador Henrique III, com quem tinha uma estreita relação de confiança. Tendo já o acompanhado em viagens à Itália e à Hungria, ele protegeu o governante de uma tentativa de assassinato pelos Billungs perto de sua sede episcopal.
Depois que o jovem Henrique IV foi sequestrado pelo arcebispo Anno II de Colônia, Adalberto foi colocado ao seu lado como co-regente a partir de 1063. Como tal, Adalberto ganhou grande influência sobre o rei menor de idade e expulsou Anno e todos os outros príncipes do governo tutelar, tornando-se o único regente em 1064. Durante esse período, ele recebeu amplos direitos de silvicultura e caça nas florestas de Bremen, Emsgau, Engerngau, Duisburgo, Weserbergland e Vestfália. O próprio Adalberto perdeu seu cargo em 1066, porque havia explorado seu poder para enriquecer sua igreja com as propriedades da Coroa. Em 1065, por exemplo, conseguiu que Henrique IV fizesse doação a Duisburgo. Como resultado, os obotritas se revoltaram contra seu trabalho missionário nas novas dioceses de Oldenburgo, Ratzeburg e Mecklenburgo.
No entanto, ao perseguir sua ideia de patriarcado, ele entrou cada vez mais em conflito com Roma. E sua grande influência na política imperial e o enriquecimento de seu arcebispado também alimentaram a resistência dos príncipes alemães, especialmente os Billungs, que acabaram pressionando pela remoção de Adalberto da corte real e o forçaram a fugir para sua propriedade em Lochtum, perto de Goslar. Ele retornou à corte em 1069 e provavelmente incentivou Henrique IV em sua política de estabelecer um território real nas montanhas Harz. Embora Adalberto não tenha conseguido recuperar sua antiga posição de poder, ele deixou para trás um arcebispado consolidado e poderoso.

## Construção da catedral
Em Bremen, ele promoveu significativamente a reconstrução da catedral, que havia sido incendiada em 1041. Para obter materiais de construção, ele mandou demolir novamente as paredes do castelo da catedral construído por seus antecessores. No entanto, isso facilitou para o duque saxão Ordulfo e seu irmão, o conde Hermann, capturassem e saqueassem a sede episcopal de Bremen com seu exército em 1064. Em homenagem a Adalberto, um valioso memorial e uma laje tumular foram instalados na cripta leste da Catedral de Bremen por volta de 1940, que ainda pode ser vista atualmente.